# شهره وکیلی
شهره وکیلی (زاده ۱۳۲۵) نویسنده رمان‌نویس و اهل ایران است.
او همچنین دبیر و مدیر مدرسه نیز بوده‌است. رمان‌های او فروش بالا و چاپ‌های متعدد داشته‌اند. سیمین دانشور از کتاب «شب عروسی من» وی تمجید کرده‌است. نقد بسیار مثبت سیمین دانشور از کتاب شب عروسی من اولین نقد سیمین دانشور بود از یک رمان‌نویس زن ایرانی که شهرت شهره وکیلی را به اروپا آمریکا کانادا تا استرالیا کشاند.
شهره وکیلی در تهران (خیابان ژاله) زاده شد. سپس در دبیرستان آزرم دیپلم ادبی گرفت و همان زمان که در کنکور شرکت می‌کرد ازدواج کرد. وکیلی در دانشگاه تربیت معلم حشمتیه پذیرفته شد و زمان دانشجویی در مدرسه نیز تدریس می‌کرد. او تحصیلش را علیرغم مخالفت خانواده ادامه داد و از دانشکده حقوق تهران در سال ۵۶ فارغ‌التحصیل رشته حقوق قضایی گردید. او همچنین داستان‌هایی در مجله‌های پرخوانندهٔ تهران چاپ می‌کرد و آثارش در میان خوانندگان محبوبیت زیادی داشت.
تا سال ۱۳۵۹ شهره وکیلی مدیریت مدرسه بزرگی را برعهده داشت. شهره وکیلی خاطرات زندگی خود را به همراه آنچه تا آن هنگام بر او گذشته بود در رمانی نگاشت و در کتاب نخستش، «عشق مرز ندارد» و جلد بعدی آن «شهیر» که حالت خودزندگی‌نامه (اتوبیوگرافی) داشتند چاپ کرد. انتشار این کتاب تأثیر زیادی نیز بر زندگی خانوادگی‌اش گذاشت. با این حال شهره وکیلی نوشتن را ترک نکرد و رمان‌های دیگری را هم که در طول سال‌ها نوشته چاپ و منتشر کرد.